# وليم سليم حنا
وليم سليم حنا (1897 - 1979) هو مهندس مصري، شغل منصب وزير النقل سابقا.

## حياته
وليم سليم حنا ولد بمدينة محافظة أسيوط في أكتوبر 1897 عميد المهندسين الإنشائيين المصريين
- أكمل تعليمه بإسكندرية والقاهرة
- تخرج قي مدرسة المهندسخانة عام 1920 م حيث حصل على دبلوم مدرسة الهندسة – حاليا كلية الهندسة جامعة القاهرة[2]
- سافر إلى إنجلترا والتحق بجامعة برمنجهام حيث حصل على بكالوريوس شرف من المرتبة الأولى قي الهندسة المدنية عام 1923 م *درس لدرجة الدكتوراه بنفس الجامعة وحصل على الدكتوراه عام 1926.[3][4][5]

## وظائف
- مدرس بكلية الهندسة جامعة القاهرة عام 1926 م قي قسم الهندسة الإنشائية.
- مدير لمعمل أبحاث الخرسانة عند إنشائه بكلية الهندسة جامعة القاهرة عام 1932 م
- قي عام 1933 م عين مديراً لمعمل أبحاث ميكانيكا التربية والأساسات عند إنشائه بالكلية
- قي عام 1937 م شغل وظيفة أستاذ مساعد بالكلية و
- قي عام 1941 م شغل وظيفة أستاذ كرسى الخرسانة المسلحة لإنشاء المبانى وأستمر قي وظيفته حتى عام 1952 م حينما عين
- وزير للشئون البلدية والقروية حتى عام 1954

مهندس استشاري بمكتبه الخاص، بالإضافة إلى عمله كأستاذ غير متفرغ بكلية الهندسة جامعة القاهرة كما أنه اختير عضوا بمجلس جامعة عين شمس منذ عام 1954.

## مشاريعه
في عام 1966 م عندما وجهت هيئة اليونسكو نداء عالمياً لإنقاذ معابد فيله تكون فريق من المهندسين وليم سليم حنا للاستشارات الإنشائية ومصطفى شوقى لاستشارات ميكانيكا التربة وتقدموا بمشروعهم، في المسابقة العالمية المطروحة وفازوا بجائزة الهيئة. وقد
- صمم الدكتور وليم سليم حنا خطة لإنقاذ معابد فيله قي عام 1966 عندما وجهت هيئة اليونسكو نداء عالمياً
- قام بعمل الرسومات الهندسية الخرسانية اللازمة في إنشاء كنيسة العذراء بالزمالك
- ساهم في مشروع بناء كوبرى قصر النيل الذي افتتح عام 1935 م،
- فندق النيل هيلتون وفندق رمسيس هيلتون والعديد من المبانى الصناعية وبعض المطابع المشهورة ومحطات الكهرباء
- أول من فكر قي

إنشاء مترو أنفاق قي مصر وحسب تكلفته وقتها صغيرة جدأ ولم يستمع له.

## وفاته
توفى سنه1980.